# Bryce Dessner
Bryce David Dessner (né le 23 avril 1976) est un compositeur et guitariste nord américain,,.

## Vie privée
Vivant principalement en France depuis 2016, il est marié à l'artiste française Mina Tindle avec laquelle il a un fils, Octave, et dont il a coproduit l'album Parades.

## Discographie

### Albums
- Tower of Babel (Projet Nim)
- Where the Nothings Live (Projet Nim)
- Evenings Pop and Curve (Projet Nim)
- The National (2001) (The National)
- Sad Songs for Dirty Lovers (2003) (The National)
- Alligator (2005) (The National)
- Boxer (2007) (The National)
- High Violet (2010) (The National)
- Trouble Will Find Me (2013) (The National)
- Aheym (2013) (Kronos Quartet)
- St Carolyn By the Sea; Suite from There Will Be Blood (2014) (Orchestre philharmonique de Copenhague (en))
- Music for Wood and Strings (2015) (Sō Percussion)
- Sleep Well Beast (2017) (The National)
- El Chan° ; Haven* ; Concerto pour deux pianos - Katia et Marielle Labèque, pianos ; Orchestre de Paris, dir. Matthias Pintscher (juin 2018°/17-19 octobre 2018/28 janvier 2019*, KLM Recordings/DG) (OCLC 1091194535)
- Impermanence/Disintegration (2021) (avec le Quatuor à cordes australien (en) et Compagnie de dance de Sydney (en))

### Extended play
- Cherry Tree EP (2004)
- The Virginia EP (2008)

### Singles
- "Abel" (Beggars Banquet Records, 2005)
- "Secret Meeting" (Beggars Banquet Records, 2005)
- "Lit Up"  (Beggars Banquet Records, 2005)
- "Mistaken for Strangers" (Beggars Banquet Records, 2007)
- "Apartment Story" (Beggars Banquet Records, 2007)
- "Fake Empire" (Beggars Banquet Records, 2008)
- "Bloodbuzz Ohio" (4AD, 2010)
- "Anyone's Ghost" (4AD, 2010)
- "Terrible Love" (4AD, 2010)
- "Think You Can Wait" (2011)
- "Conversation 16" (4AD, 2011)
- "Exile Vilify" (2011)

## Commandes
- Quilting Symphony commandé par le Los Angeles Philharmonic, 2014.
- 40 Canons commandé par le Kronos Quartet, 2014.
- Black Mountain Song commandé par le Chœur des jeunes de Brooklyn (cs) and Brooklyn Academy of Music, 2013.
- Reponse Lutoslawski commandé par le Institut national de l'audiovisuel, 2013.
- Music For Wood And Strings commandé par le Carnegie Hall, 2013.
- Murder Ballades commandé par le eighth blackbird et Luna Park, 2013.
- Little Blue Something écrit pour le Kronos Quartet, 2012.
- Lachrimae commandé par l'Amsterdam Sinfonietta, Ensemble écossais (en) et par le Det Norske Kammerorkester, 2012.
- St. Carolyn by the Sea commandé par le American Composers Orchestra and Muziekcentrum Eindhoven, 2011[5].
- Long Winter écrit pour Zachary Miskin et commandé par Naïve Records, 2010[6].
- Tenebre commandé par le Kronos Quartet and the Barbican Centre, 2010[7].
- Tour Eiffel commandé par le Brooklyn Youth Chorus, la St. Ann’s Warehouse, le Kaufman Center, le Manhattan New Music Project et le Ecstatic Music Festival, 2010[8].
- O Shut Your Eyes Against the Wind commandé par le People’s Commissioning Fund and Bang on a Can for the Ecstatic Music Festival, 2010[9].
- The Long Count co-composé avec Aaron Dessner, commandé par le Brooklyn Academy of Music Next Wave Festival, 2009[10].
- Aheym commandé par le Kronos Quartet pour le Festival Celebrate Brooklyn! (en), 2009[11].
- Lincoln Shuffle commandé par le Rosenbach Museum pour le bicentenaire d'Abraham Lincoln, 2009[12].
- Propolis co-composé avec David Sheppard et Evan Ziporyn, commandé par le Thyssen Bornemisza Art Contemporary, 2008[13].
- Raphael commandé par le Forum des compositeurs américains (en) avec une bourse de la Jermone Foundation, 2007[14].
- Quintets commandé par le Forum des compositeurs américains (en) avec une bourse de la Jerome Foundation, 2007[14].
- Turn The River pour le film Turn the River (en) co-composé avec Padma Newsome des Clogs (en), commandé par Mr. Nice Film Productions, 2007.
- Memorial commandé par le Festival de guitare de New York (en) et 92nd Street Y (en), 2006[15].

## Bandes originales
Sauf indication contraire, les informations mentionnées dans cette section peuvent être confirmées par la base de données cinématographiques IMDb,  présente dans la section « Liens externes ».
- 2013 : Big Sur de Michael et Mark Polish (avec Aaron Dessner et Kubilay Üner)
- 2015 : The Revenant d'Alejandro González Iñárritu (musique additionnelle)
- 2017 : Marjorie Prime de Michael Almereyda (musique additionnelle)
- 2018 : Les Derniers Jours de Monsieur Brown (Richard Says Goodbye) de Wayne Roberts (avec Aaron Dessner)
- 2019 : Les Baronnes (The Kitchen) d'Andrea Berloff
- 2019 : Les Deux Papes (The Two Popes) de Fernando Meirelles
- 2020 : Irresistible de Jon Stewart
- 2021 : Nos âmes d'enfants (C'Mon C'Mon) de Mike Mills
- 2021 : Cyrano de Joe Wright
- 2023 : A Good Person de Zach Braff
- 2023 : L'Abbé Pierre : Une vie de combats de Frédéric Tellier
- 2024 : L'Amour au présent (We Live in Time) de John Crowley[16]